# Biểu tượng dân tộc Phần Lan
Biểu tượng dân tộc Phần Lan bao gồm các hình tượng từ thiên nhiên và các danh nhân người Phần thường được gắn liền với bản sắc dân tộc Phần Lan, trong số đó nổi tiếng nhất là quốc kỳ Phần Lan và con sư tử với dáng đứng uy hiếp theo quốc huy Phần Lan.

## Biểu tượng dân tộc
| Type                   | Symbol                                     | Image |
| ---------------------- | ------------------------------------------ | ----- |
| Quốc kỳ                | Quốc kỳ Phần Lan                           |       |
| Quốc huy               | Quốc huy Phần Lan                          |       |
| Sử thi dân tộc         | Kalevala                                   |       |
| Quốc ca                | Maamme                                     |       |
| Ngày quốc khánh        | Ngày Độc lập Phần Lan                      |       |
| Món ăn quốc gia        | Bánh mì lúa mạch đen                       |       |
| Nhạc cụ quốc gia       | Đàn kantele                                |       |
| Hiện thân của quốc gia | Trinh nữ Phần Lan                          |       |
| Nhà thờ quốc gia       | Nhà thờ chính tòa Turku (không chính thức) |       |
| Môn thể thao quốc gia  | Bóng chày Phần Lan (pesäpallo)             |       |

## Biểu tượng dân tộc có nguồn gốc thiên nhiên

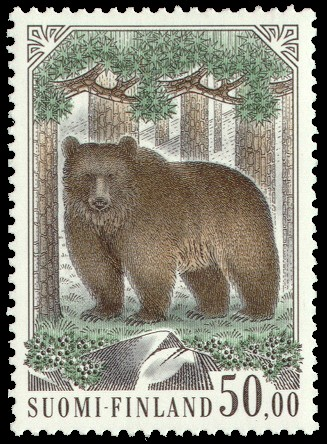
Con tem có hình gấu nâu, một loài động vật biểu tượng quốc gia

| Biểu tượng          | Loài biểu tượng quốc gia | Hình ảnh |
| ------------------- | ------------------------ | -------- |
| Động vật biểu tượng | Gấu nâu                  |          |
| Ngựa                | Ngựa Phần Lan            |          |
| Côn trùng           | Bọ rùa bảy đốm           |          |
| Cá                  | Cá pecca châu Âu         |          |
| Quốc hoa            | Lan chuông               |          |
| Đá                  | Đá hoa cương             |          |
| Chó                 | Chó săn Phần Lan         |          |
| Quốc điểu           | Thiên nga lớn            |          |
| Bướm                | Celastrina argiolus      |          |
| Quốc thụ            | Betula pendula           |          |

## Danh nhân quốc gia
| Nhân vật biểu tượng          | Tên                                 | Hình ảnh |
| ---------------------------- | ----------------------------------- | -------- |
| Thánh bổn mạng quốc gia      | Henrik, giám mục Phần Lan           |          |
| Thi hào                      | Johan Ludvig Runeberg và Eino Leino |          |
| Triết gia                    | Johan Vilhelm Snellman              |          |
| Văn hào                      | Aleksis Kivi                        |          |
| Nhà soạn nhạc                | Jean Sibelius                       |          |
| Họa sĩ                       | Akseli Gallen-Kallela               |          |
| Kiến trúc sư và nhà thiết kế | Hugo Alvar Henrik Aalto             |          |